# Durk van der Ploeg
Durk van der Ploeg (Hoogkarspel, 6 september 1930) is een Nederlandse schrijver en dichter, die voornamelijk in het Fries heeft gepubliceerd.

## Achtergrond
Durk van der Ploeg groeide op in Aalsum, een dorp in de Noordoosthoek van Friesland, een streek die in zijn latere literaire werk een belangrijke plaats zou innemen. Van der Ploeg werkte als typograaf bij verschillende kranten, waaronder het Friesch Dagblad en de Leeuwarder Courant. Tevens was hij de ontwerper van verschillende boekomslagen. Later werd hij bij de Leeuwarder Courant redacteur en schrijver van boekrecensies, wat hij zou blijven tot hij in 1990 met pensioen ging. Daarna legde hij zich volledig op schrijven toe.
In de jaren zestig van de twintigste eeuw werkte Van der Ploeg tevens voor verschillende tijdschriften. Hij was eindredacteur van het weekblad Frysk en Frij en was lid van de redactie van het literaire tijdschrift De Tsjerne. Daarnaast was hij als redacteur verbonden aan De Stim fan Fryslân, het tijdschrift van het Kristlik Frysk Selskip. Van 1984 tot 1990 was Van der Ploeg voorzitter van It Skriuwersboun (de Friese schrijversbond). Ook was hij lange tijd keurmeester van de Kristlik Fryske Folksbiblioteek. Verder was hij actief op kerkelijk en cultureel gebied in de plaatsen waar hij woonde. Al roept dit het beeld van een maatschappelijk actieve man op, over zichzelf verklaarde Van der Ploeg tijdens een interview in 1995: "Eigenlijk ben ik een in mezelf gekeerd wezen: de schrijver die met zichzelf praat".
Verhalen vertellen speelde in het leven van Van der Ploeg altijd een grote rol. In 2003 zei hij tijdens een interview: "Dat had ik als kind al. Als ik niet kon slapen, vertelde ik mezelf een verhaal. Soms raakte ik zo onder de indruk van mijn zelfverzonnen verhalen dat ik ervan moest huilen. Wellicht heb ik het van mijn grootvader, die ook goed kon vertellen. Bij ons thuis werd De stim fan Fryslân gelezen, ik raakte al vroeg bekend met het werk van Eeltsje Boates Folkertsma. De bijbel is bij ons thuis dertien keer helemaal voorgelezen. Hoe een verhaal precies verteld wordt, heb ik op die manier ook geleerd".
Van der Ploeg koos er bewust voor om in het Fries te schrijven, omdat die literaire 'vijver' niet zo groot is en daardoor meer mogelijkheden biedt voor experimenten dan het Nederlands, waarin veel al eens is geprobeerd.

## Gedichten
Van der Ploeg debuteerde in 1955 met een aantal gedichten in het Nederlands in het blad Ontmoeting. Zijn eerste Friestalige gedichten verschenen in 1956 in De Tsjerne. Van der Ploegs eerste gedichtenbundel, Lok op eachlingte, kwam in 1959 uit. Al sloot zijn thematiek - "dood, liefde, schuld, boete en religie" - aan bij die van dichters als Freark Dam, Anne Wadman en Martin Sikkema, Van der Ploegs vorm was van meet af aan die van het vrije vers. Hij was ook modern in de zin dat hij 'vreemde' woorden gebruikte, met name uit de natuurwetenschappen. Hierin kwam de invloed van de door hem bewonderde Gerrit Achterberg aan het licht.
Daarna verscheen om de paar jaar een bundel met gedichten van Van der Ploeg. Een van de meest bekende is De opstanding (Een gedicht) (1979), een verzameling Nederlandstalige gedichten naar aanleiding van de dood van zijn moeder. Verschillende motieven uit zijn werk komen hierin samen, zoals het terpenlandschap, de preoccupatie met dood en ontbinding, de moeder als begin van het leven en degene die haar religiositeit doorgeeft aan haar kinderen. Door verschillende critici worden deze gedichten vanwege hun eerlijkheid en gevoelige toon beschouwd als de mooiste die Van der Ploeg heeft geschreven.
Na 1979 hield Van der Ploeg zich meer bezig met het schrijven van romans en verhalen. Pas in 2003 verscheen weer een bundel, Troch kadastrale fjilden. De gedichten hierin hebben het landschap van het gebied boven Dokkum als decor, met enerzijds de zee en aan de andere kant de "kadastrale velden", waar de mensen wonen met wie Van der Ploeg zich verbonden voelt. In zijn eigen woorden: "Ik heb een sterke band met Noordoost-Friesland. Het is een prachtige wereld om in te verkeren. De mensen daar hebben een bepaalde stugheid en ingetogenheid. Als ze het met twee woorden kunnen zeggen, zullen ze het niet met drie doen. Dat spreekt mij aan."

## Proza
Van der Ploegs eerste korte verhalen werden in 1952 gepubliceerd in het Friesch Dagblad. Zijn eerste boek, In man en in minske, kwam uit in 1968. In de twintig jaar daarna verschenen vervolgens nog zes boeken van zijn hand, waarvan een in het Nederlands, Een vers graf (1974). Na zijn pensionering in 1990 ontwikkelde hij zich tot een van de meest productieve literaire schrijvers in het Friese taalgebied. Vanaf de publicatie van de novelle Bertegrûn (1993) verscheen ieder jaar ten minste één nieuw boek van hem - maar vaker twee en in 1995 zelfs drie. In 1997 publiceerde Van der Ploeg de essaybundel It obstakel fan 'e ferbylding. Een jaar later leverde hij enkele bijdragen aan Ik bin jim sjonger, een boek met liedteksten van Fedde Schurer. In 2003 schreef hij De sniewinter, het Friese boekenweekgeschenk. Vier jaar later verscheen It himelsk oerwurk, een geromantiseerde biografie van de Friese amateur-astronoom Arjen Roelofs (1754-1828). Ook latere romans hadden vaak een historisch onderwerp, zoals De lêste floed, dat over het droogmaken van de Lauwerszee gaat.
Zijn meest recente boek is In fauna fan ingels, dat in 2022 als zijn 25ste roman werd uitgebracht.
Van der Ploegs grote productiviteit vloeit voort uit een hoge mate van discipline: hij legt zichzelf op iedere dag acht uur lang te schrijven. Ook ligt een uitdaging voor hem in het steeds weer bedenken van een nieuwe structuur, een ander vertelperspectief en, uiteraard, nieuwe verhalen met nieuwe personages. De romans die na zijn pensionering tot stand kwamen bestaan niet alleen uit herziene versies van manuscripten waaraan hij al eerder had geschreven, maar ook uit geheel nieuw werk.

## Thema's
Een belangrijk thema in het literaire werk van Van der Ploeg is dat van de mens die in eenzaamheid worstelt met het leven en de dood. Zijn boeken gaan vaak over eenlingen, in zichzelf gekeerde personages en hun (verstoorde) relatie tot hun medemensen en de maatschappij. Van der Ploeg is bedreven in het oproepen van sfeer, vaak die van een eenzaam landschap, waarin de bewoners onder moeilijke omstandigheden voor hun bestaan ploeteren. De meeste van zijn verhalen zijn niet opgewekt van toon, al heeft hij ook romans geschreven met humoristische en satirische elementen, zoals De Snoekebek (1972), De Amerikaen (1977) en De dei lûkt nei de jûn (1984). Volgens sommige critici zijn deze boeken echter minder geslaagd.
In de zogenaamde Dongeradelencyclus, die begon met De Jacht (1988) en waarvan verder It wrede foarjier (1994), Reis nei de Kalkman (1995) en It lekken oer de spegel (1995) deel uitmaken, is de Tweede Wereldoorlog het basisthema. Hierover schreef Van der Ploeg in 1995 in de Leeuwarder Courant: "Ik was negen toen de oorlog uitbrak. Omdat die oorlog mijn karakter en mentaliteit vijf jaar lang ongunstig heeft beïnvloed, is er voor mij eigenlijk nooit weer een einde aan gekomen. Leven met die oorlog werd vrijwel onbewust een belangrijk onderdeel van mijn opvoeding." Verderop in dit artikel vraagt hij zich af: "Of heeft de lezer hetzelfde als de schrijver, dat hij niet los kan komen van de oorlog, en via de roman orde in de chaos wil zien?"
Een centraal thema in zijn latere boeken is de kunstmatigheid van het hedendaagse leven en het opgaan van de mens in de onpersoonlijke massa. Van der Ploeg verzet zich tegen de gedachte dat de mens de natuur kan maken en is juist van mening dat de natuur de mens maakt. Ook in deze latere romans is het landschap de basis - het kleigebied bij Aalsum, de Wadden of de omgeving van Noordbergum. Hoewel deze boeken in het verleden spelen zijn het geen historische romans. Van der Ploeg verklaarde hierover: "Ik wil een goed beeld geven van het landschap, maar de verhalen die ik daarover vertel zijn geheel verzonnen. Wat ik vertel moet waar gebeurd kunnen zijn, maar ik geef mezelf ruimte."

## Werken

#### Gedichten
- 1959: Lok op eachlingte
- 1964: It Libertynsk gehucht
- 1967: Hwerom is de himel swart
- 1973: Deaden skrieme net
- 1975: Tremor Terrae (Fries/Nederlands)
- 1979: De opstanding (Een gedicht) (Nederlands)
- 2003: Troch kadastrale fjilden

#### Romans
- 1968: In man en in minske
- 1972: De snoekebek
- 1974: Een vers graf (Nederlands)
- 1976: It libbet mar amper
- 1977: De Amerikaen
- 1984: De dei lûkt nei de jûn
- 1988: De Jacht
- 1994: It wrede foarjier
- 1995: It lekken oer de spegel
- 1995: Reis nei de Kalkman
- 1996: In bit yn 't iis
- 1998: Skepsels fan God
- 2000: It wurk fan 'e duvel
- 2002: Foarby it Boarkumer fjoer
- 2004: Sykjend nei it lêste hûs
- 2005: De Iishilligen
- 2006: De hûnsdagen
- 2007: It himelsk oerwurk
- 2009: In beferzen mar
- 2010: De kjeld fan it noarden
- 2011: De oarloch fan Durk van der Ploeg (herdruk van It wrede foarjier, Reis nei de Kalkman en It lekken oer de spegel in een band)
- 2012: De Belvedêre
- 2015: Oer Atlantyske djipten
- 2016: De lêste floed
- 2019: Wek yn 'e rivier
- 2021: Wet fan de eleminten
- 2022: In fauna fan ingels
- 2024: De neidagen

#### Novellen
- 1984: De winter komt
- 1993: Bertegrûn
- 2003: De sniewinter

#### Verhalenbundels
- 1996: Gjin plak op ierde
- 2001: Under de seespegel

## Prijzen
Durk van der Ploeg ontving 21 keer een Rely Jorritsmapriis (en is daarmee wat dat betreft recordhouder):
- 1957: Apel en hout (gedicht)
- 1958: Ut it hûs fan de sliep (gedicht)
- 1960: Profeet (gedicht)
- 1962: Prolooch fan de iensumheid (verhaal)
- 1965: It Paradys (verhaal)
- 1967: It ôfskie (verhaal)
- 1968: Wy helje de ein wol (gedicht)
- 1969: In plak om to stjerren (verhaal)
- 1969: Utfanhûs (gedicht)
- 1970: Doe't ik njoggen wie (gedicht)
- 1971: In dierber bern (verhaal)

- 1971: De buorren by nacht (gedicht)
- 1972: Jouns (gedicht)
- 1973: Foto (gedicht)
- 1976: De soan (verhaal)
- 1976: It keamerke (gedicht)
- 1977: De dea komt ús oer 't mad (verhaal)
- 1977: Mei frede litte (gedicht)
- 1984: Dowen (verhaal)
- 1986: Foarfloed (gedicht)
- 1987: Kâlde dagen (verhaal)

In 2003 was Van der Ploeg onderwerp van een relletje rondom de Gysbert Japicxpriis. De vakjury die Gedeputeerde Staten van Friesland over de toekenning van deze prijs adviseerde, werd zowel in de Staten als door verschillende Friese schrijvers openlijk bekritiseerd vanwege haar voorstel die toe te kennen aan Willem Tjerkstra en niet aan Van der Ploeg. Desondanks werd het advies door Gedeputeerde Staten overgenomen. Volgens Tjerkstra was Van der Ploeg een van de eersten die hem telefonisch feliciteerden.
Ter gelegenheid van zijn 75-ste verjaardag werd Van der Ploeg op initiatief van zijn uitgever een bundel aangeboden, Dreame fan in oare wrâld, waarin een twaalftal personen uit de Friese literaire en culturele wereld vele facetten van zijn werk beschreven. De aanbieding gebeurde op 8 september 2005 in de Openbare Bibliotheek van Leeuwarden.
In 2011 werd Van der Ploeg voor zijn gehele oeuvre alsnog onderscheiden met de Gysbert Japicxkpriis.